# موزايك
موزايك Mosaic مجلة إلكترونية مختصة في الفكر، والدين، والسياسة، والثقافة في العالم اليهودي، تأسست في حزيران (يونيو) 2013.
المجلة تنشر باشتراك عبر الإنترنت، تقدم مقالات شهرية كاملة حول «قضايا ومواضيع ذات أهمية كبيرة لليهود أو الدين اليهودي أو الدولة اليهودية». تشمل المواضيع الأسئلة الثقافية، والأسئلة الدينية، والقضايا الاجتماعية والفلسفية، وردود متعمقة على كل مقال ظهر على طول الشهر. كذلك تنشر موزايك مجموعة متنوعة من مقالات مختصرة تعلق على الأخبار اليومية، والتأملات التاريخية، وغير ذلك. ومن الأبواب الثابتة في المجلة باب مختارات المحررين: وهو مجموعة مختارة يوميًا من المنشورات المهمة، تجمع من مواقع مختلفة من الإنترنت، وتقدم في ملخصات توضح بالتفصيل مضامينها وأهميتها.
من الكتاب الذين ساهموا في موزاييك: ليون كاس، وناتان شارانسكي، ومئير سولوفيشيك، وروث ويسي، ومارتن كرامر، ومايكل دوران، وديفيد وولبي، وهيليل هالكين، وماتي فريدمان، وإليوت أبرامز، وإينات ويلف، وجون بولتون، ودوجلاس فيث، ودوري جولد، ودانيال جورديس، وغيرهم. بالإضافة إلى ذلك تنشر موزايك عمودًا شهيرًا يختص بعلم التأثيل (etymology) بعنوان Philologos.
جوناثان سيلفر محرر المجلة. والمحرر المؤسس، والمحرر العام الآن، هو نيل كوزودوي.